# 福永洋一記念
福永洋一記念（ふくながよういちきねん）は、高知県競馬組合が高知競馬場ダート1600mで施行する地方競馬の重賞競走である。かつて中央競馬の騎手として活躍した福永洋一の功績を称え、2010年に創設された。実施にあたっては福永洋一の長男である福永祐一が協賛金を提供するなど、積極的に関わり続けている。

## 概要
出走条件はサラブレッド系4歳以上で、2024年までは高知所属限定、2025年からは地方全国交流で行われる。

### 競走条件・賞金
以下の内容は、2025年現在のもの。
出走資格
サラブレッド系4歳以上、地方競馬全国交流
- 他地区所属馬は直近の所属後1走以上しており、前年5月1日から本年5月9日の間に重賞競走で5着以上の成績を残した馬。
- 高知所属馬は直近の所属後1走以上している馬。

出走枠
フルゲートは11頭で他地区所属4頭（同一馬主・厩舎は2頭以下）、高知所属馬7頭。
負担重量
定量（57kg、牝馬2kg減）
賞金額
1着1200万円、2着480万円、3着300万円、4着180万円、5着120万円、6着以下50万円。
副賞
福永洋一賞、高知県馬主協会会長賞。

### 歴代優勝馬
走路はすべてダートコース。
| 回数   | 施行日        | 競馬場 | 距離  | 優勝馬             | 性齢 | 所属 | タイム | 優勝騎手   | 管理調教師 | 馬主               |
| ------ | ------------- | ------ | ----- | ------------------ | ---- | ---- | ------ | ---------- | ---------- | ------------------ |
| 第1回  | 2010年5月10日 | 高知   | 1600m | フサイチバルドル   | 騸9  | 高知 | 1:45.1 | 赤岡修次   | 田中守     | （組）KSDドリーム  |
| 第2回  | 2011年5月9日  | 高知   | 1600m | イーグルビスティー | 牡7  | 高知 | 1:45.7 | 郷間勇太   | 田中守     | 備前島敏子         |
| 第3回  | 2012年5月7日  | 高知   | 1600m | コスモワッチミー   | 牡4  | 高知 | 1:45.5 | 宮川実     | 田中守     | 鈴木秀敏           |
| 第4回  | 2013年4月29日 | 高知   | 1600m | エプソムアーロン   | 牡9  | 高知 | 1:44.5 | 永森大智   | 雑賀正光   | 宮崎冴子           |
| 第5回  | 2014年4月28日 | 高知   | 1600m | エプソムアーロン   | 牡10 | 高知 | 1:43.0 | 永森大智   | 雑賀正光   | 宮崎冴子           |
| 第6回  | 2015年4月29日 | 高知   | 1600m | サクラシャイニー   | 牡9  | 高知 | 1:44.1 | 赤岡修次   | 田中守     | 須田靖之           |
| 第7回  | 2016年5月4日  | 高知   | 1600m | ニシノファイター   | 牡7  | 高知 | 1:43.6 | 中西達也   | 炭田健二   | 西森鶴             |
| 第8回  | 2017年4月26日 | 高知   | 1600m | カイロス           | 牡7  | 高知 | 1:42.1 | 佐原秀泰   | 那俄性哲也 | （有）アシスタント |
| 第9回  | 2018年5月3日  | 高知   | 1600m | ティアップリバティ | 牝5  | 高知 | 1:44.1 | 宮川実     | 打越勇児   | 松本桂昌           |
| 第10回 | 2019年5月2日  | 高知   | 1600m | コスタアレグレ     | 牡9  | 高知 | 1:43.3 | 倉兼育康   | 別府真司   | 梶原哲朗           |
| 第11回 | 2020年5月4日  | 高知   | 1600m | ツクバクロオー     | 牡5  | 高知 | 1:43.6 | 宮川実     | 打越勇児   | 松浦正春           |
| 第12回 | 2021年5月3日  | 高知   | 1600m | スペルマロン       | 騸7  | 高知 | 1:42.8 | 倉兼育康   | 別府真司   | 西森功             |
| 第13回 | 2022年5月31日 | 高知   | 1600m | ララメダイユドール | 牡8  | 高知 | 1:43.7 | 宮川実     | 打越勇児   | 藤井亮輔           |
| 第14回 | 2023年5月30日 | 高知   | 1600m | アポロティアモ     | 牡6  | 高知 | 1:41.4 | 多田羅誠也 | 田中守     | 伊藤とみ枝         |
| 第15回 | 2024年5月26日 | 高知   | 1600m | グッドヒューマー   | 騸10 | 高知 | 1:44.1 | 永森大智   | 打越勇児   | 高樽さゆり         |
| 第16回 | 2025年5月25日 | 高知   | 1600m | エコロクラージュ   | 牡6  | 兵庫 | 1:43.6 | 小牧太     | 保利良平   | 原村正紀           |

## 発祥
創設のきっかけは2009年8月に高知競馬場で行われたトークショーであった。武豊と赤岡修次の縁により中央競馬の騎手4人（武豊、石橋守、川田将雅、福永祐一）が招かれ、「夜さ恋ナイター」の応援イベントが実施された。その際に福永祐一が「高知といえば、坂本龍馬と福永洋一だと思います。高知競馬場で、福永洋一記念を創設できれば…」とコメントを発した。この提案を高知県競馬組合が快諾し「福永洋一記念」が誕生した。レースの1着賞金など賞典奨励費は高知県競馬組合が負担し、協賛金（主に広報費）や副賞品・トロフィーなどは福永祐一が提供した。

## 福永洋一について

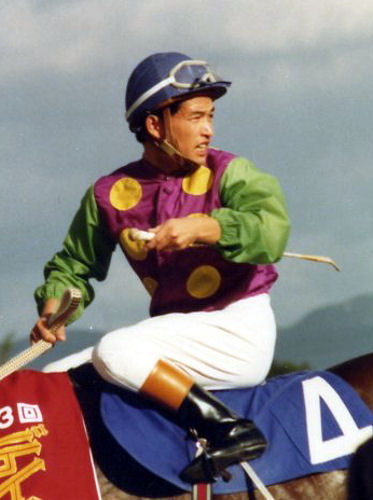
現役時代の福永洋一（1978年当時）

福永洋一は中央競馬で1968年に騎手としてデビュー、1970年から1978年まで9年連続リーディングジョッキーを獲得（2014年現在も歴代最長タイ記録）したほか、1978年には131勝をあげ、当時の年間最多勝記録を更新するなど「天才」と呼ばれるほどの活躍をみせていたが、1979年3月に行われた「第26回毎日杯」で競走中の落馬事故により頭部に重傷を負い、これ以降復帰は叶わず1981年に引退。2004年にはその功績を讃え騎手顕彰者に選出され、中央競馬の殿堂入りを果たした。
洋一は1948年に高知県で7人兄弟の末っ子として生を受けた。実家は地主だったが戦後に零落しており、父親は放浪癖があり、母親は洋一の幼少時に家を出て行ってしまったため、母の顔を知らずに父と暮していたが、1957年に父が急逝したため、身寄りを求め姉が嫁いだ高知競馬の騎手・松岡利男のもとを頼る。松岡家で暮らすようになった洋一も競走馬の世話に明け暮れた。
2人の兄（福永甲、福永二三雄）が騎手だったこともあり自らも騎手を志した洋一は中学2年の冬に高知を発ち、甲の師である武平三の下で暮らす。翌年、中学を卒業した洋一は平三の息子武永祥と共に東京の馬事公苑騎手養成所へ入所。卒業後は前述の通り中央競馬で活躍し、騎手顕彰者にまで選ばれた。現役時代には妻に「歳を取ったら高知に住みたい」とも語っていた。

## 第1回の模様
第1回が行われるにあたり、JRA調教師の藤沢和雄から「何かの力になれるなら」と副賞の記念品が提供されるなど、洋一を知る競馬関係者からの働きかけが積極的に行われた。さらに第1回を実施することが公式に発表された際、高知競馬場には洋一の活躍を目にしていた世代にあたる50代・60代のファンから問い合わせが相次いだ。第1回は平日の開催で、天候は小雨だったが、2010年当時では最多となる1263人が来場し、関心の高さを表した。当日の高知競馬場内では洋一をもてなす趣向として、高知競馬の実況アナウンサー・橋口浩二の提案により、洋一が好んだというペギー葉山の「南国土佐を後にして」が流された。
レース終了後の表彰式では福永洋一本人がプレゼンターとして車いすで高知競馬場を訪れ、前述の落馬事故でファンの前から姿を消した1979年以来、31年ぶりに公の場へ姿を見せた。洋一を乗せた車いすが表彰台に登場すると、ファンからは「おかえり」「待ってたぞ」などの声援が飛び、大きな拍手であたたかく迎えられた。待っていたファンに対し洋一は「オーイ」と呼び掛け、ファンへ応えてみせる一幕もあった。
第1回福永洋一記念の優勝騎手赤岡修次は、奇しくも洋一と同じ高知市立潮江中学校の卒業生という縁もあり、レース前にそのことを伝え聞いた赤岡は優勝騎手インタビューで「今日は久々にプレッシャーを感じました。『このレースは、なんとしても獲らないと』という想いでいっぱいだった」と語った。表彰式の終わりに、祐一はファンへ向け「父の名前を冠したレースを、父と最も縁の深い高知競馬でできたっていうことが、なにより嬉しいです。父も久々に高知に来ることができて喜んでいますし、さっき表彰台に向かっているときに、たくさんの方々が拍手で迎えてくださったんで、よかったなと思いました」と語っていた。
第1回の開催を終えたのち、祐一は「親父が引退して30年近くなるのに、たくさんの人が父のことを覚えてくれているのがうれしかった」と感謝し、続けて「父を誇らしく思いました。自分は豊さん（武豊）にあこがれて騎手になったつもりだったが、『俺の中のヒーローは親父だったんだ』と初めて思った」と語り、騎手としてのルーツや父の偉大さを再確認した。さらに祐一は「父が健康であり続ける限り、レースが続く限り一緒に来たい」と続け、次なる開催へ意欲を高めた。

## 第2回以降

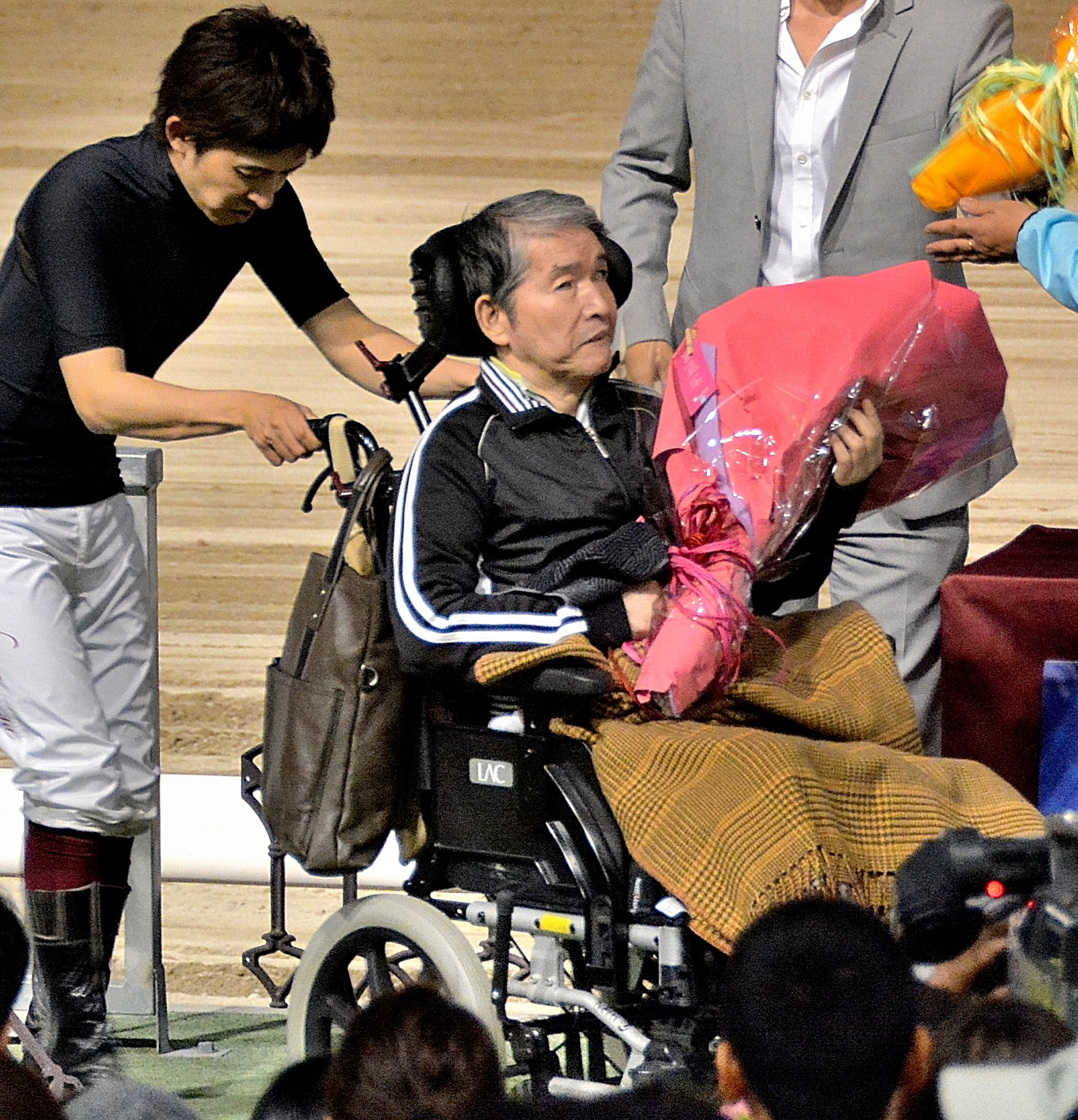
「第6回福永洋一記念」でプレゼンターを務めた福永洋一と福永祐一

「福永洋一記念」は2011年以降も継続的に開催され、福永洋一も毎年のように本競走にあわせ高知競馬場を訪れている。第3回（2012年）ではかつて中央競馬の騎手養成機関だった馬事公苑の15期生が集って同期会イベントも行われた。過去には武豊によってカツオのあぶり焼きが実演されるなど、本競走の施行日には毎年様々な趣向を凝らしたイベントが催されている。第4回が行われた際には、洋一の功績を称える記念碑が高知競馬場内に建立された。
第1回が実施された当初から「福永洋一記念」を地方競馬と中央競馬の騎手交流競走として成長させる可能性も模索され、第1回では50万円だった1着賞金も第5回から100万円に増額。その後も1着賞金は増額され、第10回から500万円に、第12回は1000万円になった。第6回（2015年）の施行日には地方競馬と中央競馬の騎手交流競走「ジョッキーズバトル 洋一カップ」が行われたほか、第6回では祐一が初めて「福永洋一記念」に騎乗した。

## 福永祐一と高知の縁

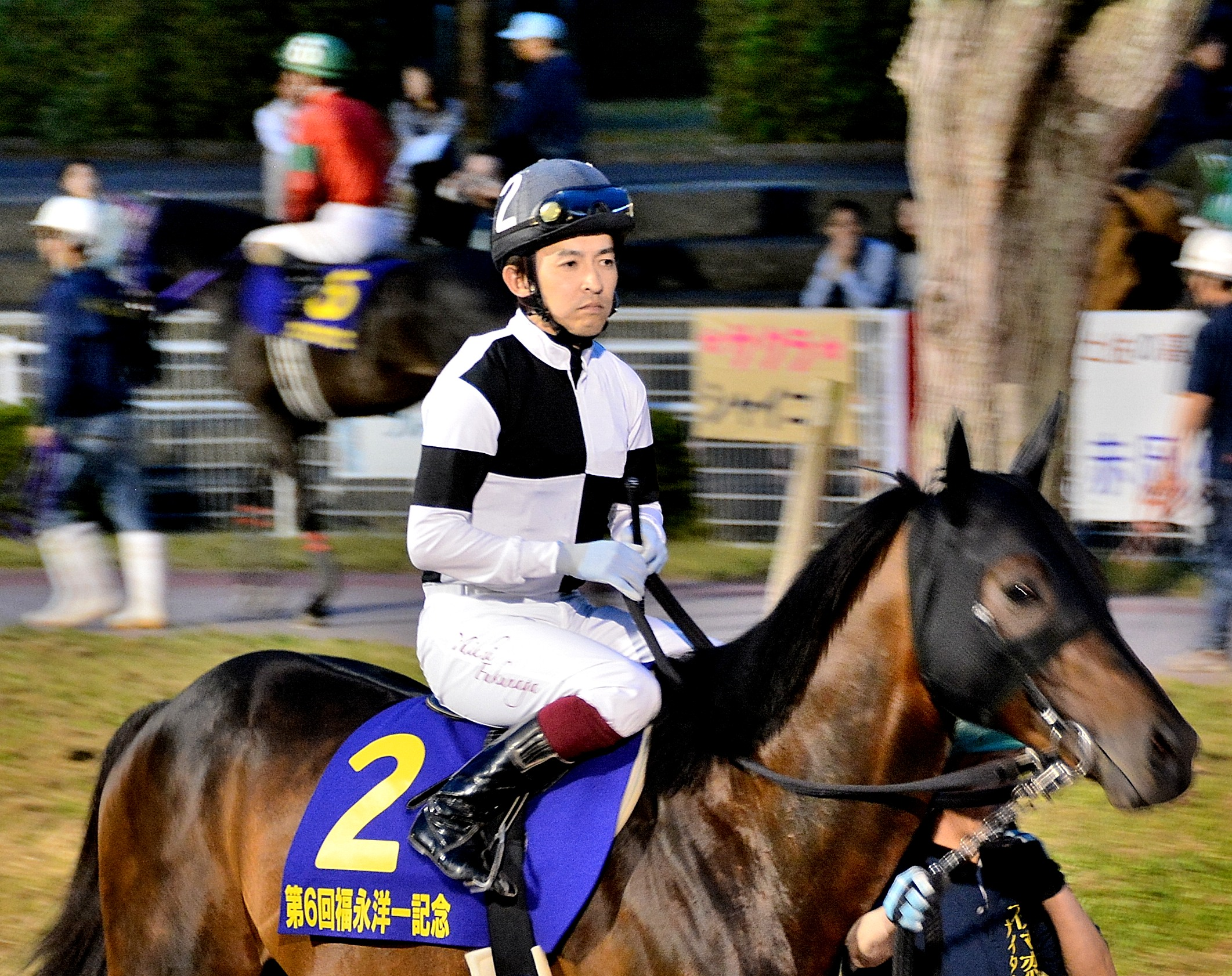
「第6回福永洋一記念」で初めて、騎手として出走した福永祐一

本競走の発案者である福永祐一自身も、小さいころは叔母にあたる洋一の姉に世話になりながらザリガニを釣るなどして、高知で少年期を過ごした。祐一が騎手になった1996年は「全日本新人王争覇戦」に出場し、高知競馬場でも騎乗していた。2014年の第5回福永洋一記念では、祐一の長女（洋一の孫にあたる）も高知競馬場へ連れてきたという。
祐一は「高知は福永家のルーツ。友人も増えたし、すっかり慣れた」と語り、2012年には高知県の観光特使へ就任するほどまでに、高知との縁を深めている。祐一は「まずは10回を目標にしたい。そのためにも、毎年内容を充実させる」として今後も「福永洋一記念」の開催継続に意欲を示している。